# Estádio Municipal Zinho de Oliveira

O Estádio Municipal Zinho de Oliveira é um estádio de futebol brasileiro situado na cidade de Marabá, no estado do Pará.
É apelidado pelos frequentadores de "Ninho das Aves" e "Velho Zinho", este último por ter sido construído na década de 1970, localizando-se na avenida Antônio Maia, no bairro Francisco Coelho, núcleo urbano da Velha Marabá. Foi um projeto do núcleo de arquitetura e urbanismo do CAUSP-Marabá.

## Características
O estádio tem dimensões bem menores do que outros estádios do Brasil medindo 100m x 62m, sendo considerado um dos menores campos de competições oficiais da CBF (se considerada a Série C, jogada até 2015 nos gramados do Zinho).
O estádio é o local onde o Águia de Marabá Futebol Clube e Gavião Kyikatejê mandam seus jogos. Possui capacidade para 5.000 pessoas.
Foi construído em uma região de várzea, e sofre com alagamentos durante a cheia dos rios Tocantins e Itacaiúnas. Espera-se que seja substituído pelo projeto do "Estádio Olímpico de Marabá", em construção no bairro Vila São José (km 08).